# Gary Louris
Gary Louris, né le 10 mars 1955 à Toledo dans l'Ohio, est un guitariste, chanteur et auteur-compositeur de country alternative et de pop. Il est l'un des fondateurs du groupe The Jayhawks et également son principal auteur-compositeur et chanteur après le départ de Mark Olson. C'est lui qui fait passer le groupe d'un style folk-country à un style plus progressif, plus pop.

## Biographie

### Jeunesse
Gary Louris grandit à Toledo dans l'Ohio où il prend des leçons de piano avec de devenir guitariste à l'adolescence.

### 1985 - 2005: The Jayhawks
Le groupe The Jayhawks est formé en 1985 à Minneapolis dans le Minnesota. Gary a alors déjà joué dans le groupe de rockabilly Safety Last. Le 13 mai 2003 le groupe retourne sur la plateau de The Late Show présenté par David Letterman où il joue la chanson Save it For a Rainy Day de son album Rainy Day Music. The Jayhawks enregistre sept albums avant de se séparer en 2005.
En 2011, le groupe se réunit et enregistre un nouvel album. Les membres participants sont Mark Olson, Gary Louris, Marc Perlman, Karen Grotberg et Tim O'Reagan. Louris déclare « Notre but est de faire le meilleur album de The Jayhawks qui ait jamais été produit ». Dix-huit chansons sont enregistrées dont seize nouvelles mais seulement douze seront sur l'album. Mockingbird Time sort le 20 septembre 2011 et le groupe fait une tournée de promotion.

### Depuis 2005: Carrière solo
Louris est aussi membre du collectif musical intermittent Golden Smog. On peut citer parmi les autres membres Marc Perlman (The Jayhawks), Jeff Tweedy (Wilco), Dave Pirner et Dan Murphy (Soul Asylum), Kraig Johnson (Run Westy Run) et Chris Mars (The Replacements).
Au printemps 2005, Louris et Olson font ensemble une tournée : From the Jayhawks: An Evening with Mark Olson & Gary Louris, Together Again.
Il est le coauteur de la chanson Jealous of the Moon de Nickel Creek avec Chris Thile en 2005 qui apparaît sur l'album Why Should the Fire Die? . Il est aussi auteur-compositeur sur l'album Taking the Long Way de Dixie Chicks.
Louris écrit et joue Every Word, thème du documentaire Wordplay.
En 2008, Louris sort Vagabonds, son premier album solo. L'album est produit par le leader du groupe The Black Crowes, Chris Robinson,. Louris déclare à propos de l'album : « ce n'était pas mon intention de reprendre les années 1970, c'est seulement ce qui sort quand je chante ». Vagabonds est enregistré à Laurel Canyon, connu pour avoir été le centre de la scène des années 1970.
Louris produit aussi un album avec son ancien compagnon des Jayhawks, Mark Olson. L'album s'intitule Ready for the Flood et sort en novembre 2008.

## Matériel
Gary Louris possède une Gibson SG (photo) de 1967 connu pour avoir appartenu par le guitariste John King du groupe The Litter. Cette guitare appartenait à l'origine à Kevin Waddick entre 1977 et 1986. C'est Chris Osgood, alors guitariste du trio punk The Suicide Commandos, qui suggère à Kevin Waddick d'acheter la guitare et il informe plus tard Gary Louris qu'elle est à vendre. Gary Louris utilise aussi une guitare acoustique Martin 00-18V.